# Gran Premio de Alemania de Motociclismo de 1989
El Gran Premio de Alemania de Motociclismo de 1989 fue la sexta prueba de la temporada 1989 del Campeonato Mundial de Motociclismo. El Gran Premio se disputó el 28 de mayo de 1989 en el circuito de Hockenheim.

## Resultados 500cc
El pilotó estadounidense Wayne Rainey (Yamaha) se impuso a su compatriota y campeón del mundo en la categoría de 500 cc, Eddie Lawson. Rainey sorprendió al campeón en la última vuelta y Lawson no pudo reaccionar.
| Pos.     | Piloto              | Equipo                                   | Moto              | Tiempo    | Pts. |
| -------- | ------------------- | ---------------------------------------- | ----------------- | --------- | ---- |
| 1        | Wayne Rainey        | Team Lucky Strike Roberts                | Yamaha            | 39:14.750 | 20   |
| 2        | Eddie Lawson        | Rothmans Kanemoto Honda                  | Honda             | +0.270    | 17   |
| 3        | Mick Doohan         | Rothmans Honda Team                      | Honda             | +20.710   | 15   |
| 4        | Pierfrancesco Chili | HB Honda Gallina Team                    | Honda             | +25.720   | 13   |
| 5        | Christian Sarron    | Sonauto Gauloises Blondes Yamaha Mobil 1 | Yamaha            | +37.000   | 11   |
| 6        | Norihiko Fujiwara   | Yamaha Motor Company                     | Yamaha            | +42.980   | 10   |
| 7        | Kevin Magee         | Team Lucky Strike Roberts                | Yamaha            | +43.540   | 9    |
| 8        | Dominique Sarron    | Team ROC Elf Honda                       | Honda             | +44.980   | 8    |
| 9        | Freddie Spencer     | Marlboro Yamaha Team Agostini            | Yamaha            | +53.020   | 7    |
| 10       | Rob McElnea         | Cabin Racing Team                        | Honda             | +1:08.530 | 6    |
| 11       | Ernst Gschwender    | Suzuki Deutschland                       | Suzuki            | +1 Vuelta | 5    |
| 12       | Randy Mamola        | Cagiva Corse                             | Cagiva            | +1 Vuelta | 4    |
| 13       | Alessandro Valesi   | Team Iberia                              | Yamaha            | +1 Vuelta | 3    |
| 14       | Simon Buckmaster    | Racing Team Katayama                     | Honda             | +1 Vuelta | 2    |
| 15       | Bruno Kneubühler    | Romer Racing Suisse                      | Honda             | +1 Vuelta | 1    |
| 16       | Hansjoerg Butz      | Autobus Butz Racing Team                 | Honda             | +1 Vuelta |      |
| 17       | Rachel Nicotte      |                                          | Chevallier Yamaha | +1 Vuelta |      |
| 18       | Vittorio Scatola    |                                          | Honda             | +1 Vuelta |      |
| 19       | Juan López Mella    | Club Motocross Pozuelo                   | Honda             | +1 Vuelta |      |
| 20       | Petr Schleef        | Schuh Racing Team                        | Honda             | +1 Vuelta |      |
| 21       | Michael Rudroff     | HRK Motors                               | Honda             | +1 Vuelta |      |
| 22       | Josef Doppler       |                                          | Honda             | +1 Vuelta |      |
| 23       | Peter Linden        | Team Heukeroff                           | Honda             | +1 Vuelta |      |
| 24       | Stefan Klabacher    |                                          | Honda             | +1 Vuelta |      |
| 25       | Helmut Schutz       | Rallye Sport                             | Honda             | +1 Vuelta |      |
| 26       | Hans Klingebiel     |                                          | Suzuki            | +1 Vuelta |      |
| Ret      | Ron Haslam          | Suzuki Pepsi Cola                        | Suzuki            | Ret       |      |
| Ret      | Georg Robert Jung   | Romer Telefix                            | Honda             | Ret       |      |
| Ret      | Marco Gentile       | Fior Marlboro                            | Fior              | Ret       |      |
| Ret      | Kevin Schwantz      | Suzuki Pepsi Cola                        | Suzuki            | Ret       |      |
| Ret      | Roland Busch        | Schuh Racing Team                        | Honda             | Ret       |      |
| Ret      | Karl Dauer          | PC Racing                                | Honda             | Ret       |      |
| Ret      | Alois Meyer         | Rallye Sport                             | Honda             | Ret       |      |
| Ret      | Martin Troesch      |                                          | Honda             | Ret       |      |
| Ret      | Nicholas Schmassman | FMS                                      | Honda             | Ret       |      |
| Ret      | Niall Mackenzie     | Marlboro Yamaha Team Agostini            | Yamaha            | Ret       |      |
| DNQ      | Martin Grein        |                                          | Suzuki            | DNQ       |      |
| DNQ      | Marco Papa          | Team Greco                               | Paton             | DNQ       |      |
| DNQ      | Andreas Leuthe      | Librenti Corse                           | Suzuki            | DNQ       |      |
| DNQ      | Fernando González   | Club Motocross Pozuelo                   | Honda             | DNQ       |      |
| DNQ      | Vincenzo Cascino    | Honda                                    | DNQ               |           |      |
| DNQ      | Walther Maier       | Rallye Sport                             | Honda             | DNQ       |      |
| DNQ      | Theo Louwes         |                                          | Suzuki            | DNQ       |      |
| Fuentes: |                     |                                          |                   |           |      |

## Resultados 250cc
El piloto español Sito Pons (Honda) consiguió la tercera victorla de las cuatro disputadas hasta el momento. El catalán se impuso en un apretadísimo final al  piloto local Reinhold Roth (Honda) y al japonés Masahiro Shimizu. 
En esta carrera, el piloto venezolano Iván Palazzese murió en un accidente. Después de chocar con otro motociclista en la pista, cayó y fue arrollado por otra motocicleta que corría detrás, falleciendo en pocos minutos.
| Pos. | Piloto                    | Moto        | Tiempo    | Pts. |
| ---- | ------------------------- | ----------- | --------- | ---- |
| 1    | Sito Pons                 | Honda       | 35:29.340 | 20   |
| 2    | Reinhold Roth             | Honda       | +0.360    | 17   |
| 3    | Masahiro Shimizu          | Honda       | +0.480    | 15   |
| 4    | Helmut Bradl              | Honda       | +0.830    | 13   |
| 5    | Jacques Cornu             | Honda       | +1.170    | 11   |
| 6    | Carlos Cardús             | Honda       | +1.270    | 10   |
| 7    | Jean-Philippe Ruggia      | Yamaha      | +14.420   | 9    |
| 8    | Juan Garriga              | Yamaha      | +14.860   | 8    |
| 9    | Loris Reggiani            | Honda       | +26.320   | 7    |
| 10   | Jochen Schmid             | Honda       | +26.860   | 6    |
| 11   | Luca Cadalora             | Yamaha      | +27.210   | 5    |
| 12   | Alain Bronec              | Aprilia     | +27.320   | 4    |
| 13   | Harald Eckl               | Aprilia     | +27.700   | 3    |
| 14   | Wilco Zeelenberg          | Honda       | +28.110   | 2    |
| 15   | Hans Becker               | Honda       | +28.230   | 1    |
| 16   | Renzo Colleoni            | Aprilia     | +28.580   |      |
| 17   | Garry Cowan               | Yamaha      | +1:08.110 |      |
| 18   | Bernard Schick            | Yamaha      | +1:08.330 |      |
| 19   | August Auinger            | Yamaha      | +1:15.560 |      |
| 20   | Bernd Kassner             | Yamaha      | +1:15.880 |      |
| 21   | Adrien Morillas           | Yamaha      | +1:15.960 |      |
| 22   | Engelbert Neumair         | Aprilia     | +1:16.380 |      |
| 23   | Alberto Puig              | Yamaha      | +1:16.660 |      |
| 24   | Stefano Caracchi          | Honda       | +1:16.950 |      |
| 25   | Jean-François Baldé       | Yamaha      | +1 Vuelta |      |
| Ret  | Martin Wimmer             | Aprilia     | Ret       |      |
| Ret  | Didier de Radiguès        | Aprilia     | Ret       |      |
| Ret  | Andreas Preining          | Aprilia     | Ret       |      |
| Ret  | Alberto Rota              | Aprilia     | Ret       |      |
| Ret  | Fabio Barchitta           | Aprilia     | Ret       |      |
| Ret  | Iván Palazzese            | Aprilia     | Ret       |      |
| Ret  | Virginio Ferrari          | Gazzaniga   | Ret       |      |
| Ret  | Maurizio Vitali           | Honda       | Ret       |      |
| Ret  | Daniel Amatriaín          | Honda       | Ret       |      |
| Ret  | Nigel Bosworth            | Aprilia     | Ret       |      |
| Ret  | Bernard Haenggeli         | Yamaha      | Ret       |      |
| Ret  | Bruno Bonhuil             | Yamaha      | Ret       |      |
| DNQ  | Massimo Matteoni          | Yamaha      | DNQ       |      |
| DNQ  | Jean Foray                | Yamaha      | DNQ       |      |
| DNQ  | Andrew Leisner            | Honda       | DNQ       |      |
| DNQ  | Manfred Herweh            | Yamaha      | DNQ       |      |
| DNQ  | Alex Barros               | Yamaha      | DNQ       |      |
| DNQ  | Frédéric Protat           | Aprilia     | DNQ       |      |
| DNQ  | Patrick van den Goorbergh | Yamaha      | DNQ       |      |
| DNQ  | Fausto Ricci              | Aprilia     | DNQ       |      |
| DNQ  | Marco Biegert             | Yamaha      | DNQ       |      |
| DNQ  | Paul Streicher            | Yamaha      | DNQ       |      |
| DNQ  | Hans Koopman              | Honda       | DNQ       |      |
| DNQ  | Hans Vontobel             | Küng-Yamaha | DNQ       |      |
| DNQ  | Urs Jücker                | Yamaha      | DNQ       |      |
| DNQ  | Darren Milner             | Yamaha      | DNQ       |      |
| DNQ  | Drazen Srdco              | Honda       | DNQ       |      |
| DNQ  | Michael Schulten          | Rotax       | DNQ       |      |
| DNQ  | Gerard Haeberle           | Yamaha      | DNQ       |      |

## Resultados 125cc
El piloto catalán Álex Crivillé (JJCobas) consiguió su tercera victoria en cinco carreras del campeonato de 125 cc, al imponerse en un emocionante final al italiano Ezio Gianola (Honda) y al valenciano Julián Miralles (Derbi). A falta de siete carreras para el final, Crivillé es segundo en la clasificación, a 21 puntos de Gianola.
| Pos. | Piloto                | Moto      | Tiempo   | Pts. |
| ---- | --------------------- | --------- | -------- | ---- |
| 1    | Àlex Crivillé         | JJ Cobas  | 33.57.50 | 20   |
| 2    | Ezio Gianola          | Honda     | 33.57.85 | 17   |
| 3    | Julián Miralles       | Derbi     | 33.57.96 | 15   |
| 4    | Hans Spaan            | Honda     | 34.06.34 | 13   |
| 5    | Hisashi Unemoto       | Honda     | 34.07.02 | 11   |
| 6    | Stefan Prein          | Honda     | 34.07.50 | 10   |
| 7    | Taru Rinne            | Honda     | 34.07.81 | 9    |
| 8    | Adi Stadler           | Honda     | 34.07.92 | 8    |
| 9    | Robin Milton          | Honda     | 34.21.73 | 7    |
| 10   | Gerhard Waibel        | Honda     | 34.40.02 | 6    |
| 11   | Alfred Waibel         | Honda     | 34.40.46 | 5    |
| 12   | Dirk Raudies          | Honda     | 34.41.07 | 4    |
| 13   | Luis Miguel Reyes     | Honda     | 34.42.06 | 3    |
| 14   | Johnny Wickström      | Honda     | 34.42.43 | 2    |
| 15   | Doriano Romboni       | Honda     | 34.42.54 | 1    |
| 16   | Stefan Dörflinger     | Aprilia   | 34.42.90 |      |
| 17   | Domenico Brigaglia    | Garelli   | 34.43.35 |      |
| 18   | Klaus-Dieter Kindle   | Honda     | 34.43.46 |      |
| 19   | Serge Julin           | Honda     | 34.49.90 |      |
| 20   | Jean-Claude Selini    | Honda     | 34.49.72 |      |
| 21   | Flemming Kistrup      | Honda     | 34.49.96 |      |
| 22   | Allan Scott           | Honda     | 34.50.43 |      |
| 23   | Rafael Roses          | JJ Cobas  | 35.11.23 |      |
| 24   | Lucio Pietroniro      | Honda     | 35.11.63 |      |
| 25   | Thierry Feuz          | Honda     | 35.14.74 |      |
| 26   | Jorge Martínez Aspar  | Derbi     | 35.20.26 |      |
| 27   | Ernst Himmelsbach     | Honda     | 36.11.62 |      |
| Ret  | Pier Paolo Bianchi    | Seel      | Ret      |      |
| Ret  | Koji Takada           | Honda     | Ret      |      |
| Ret  | Herri Torrontegui     | Honda     | Ret      |      |
| Ret  | Esa Kytölä            | Honda     | Ret      |      |
| Ret  | Fausto Gresini        | Aprilia   | Ret      |      |
| Ret  | Manfred Fischer       | Honda     | Ret      |      |
| Ret  | Robin Appleyard       | Honda     | Ret      |      |
| Ret  | Corrado Catalano      | Gazzaniga | Ret      |      |
| Ret  | Bady Hassaine         | Honda     | Ret      |      |
| DNQ  | Josef Amstutz         | Honda     | DNQ      |      |
| DNQ  | Mike Leitner          | Honda     | DNQ      |      |
| DNQ  | Gastone Grassetti     | Honda     | DNQ      |      |
| DNQ  | Jörg Seel             | Seel      | DNQ      |      |
| DNQ  | Reinhard Strack       | Honda     | DNQ      |      |
| DNQ  | Alex Bedford          | EMC       | DNQ      |      |
| DNQ  | Jos van Dongen        | Honda     | DNQ      |      |
| DNQ  | Othmar Schuler        | Honda     | DNQ      |      |
| DNQ  | Wolfgang Fritz        | Honda     | DNQ      |      |
| DNQ  | Hubert Abold          | Rotax     | DNQ      |      |
| DNQ  | Emilio Cuppini        | Garelli   | DNQ      |      |
| DNQ  | Bruno Casanova        | Aprilia   | DNQ      |      |
| DNQ  | Ralf Waldmann         | Seel      | DNQ      |      |
| DNQ  | Hervé Duffard         | Honda     | DNQ      |      |
| DNQ  | Gérard Rolland-Piègue | Honda     | DNQ      |      |
| DNQ  | Bert Smit             | Honda     | DNQ      |      |
| DNQ  | Paul Bordes           | Honda     | DNQ      |      |
| DNQ  | Oliver Kohlinger      | Honda     | DNQ      |      |
| DNQ  | Håkan Olsson          | ESW Rotax | DNQ      |      |
| DNQ  | D. Latorre            | DNQ       |          |      |
| DNQ  | Heinz Lüthi           | Honda     | DNQ      |      |
| DNQ  | Manfred Thurmayer     | Honda     | DNQ      |      |
| DNQ  | Trevor Manley         | Rotax     | DNQ      |      |
| DNQ  | Adrie Nijenhuis       | Honda     | DNQ      |      |
| DNQ  | Valerio Vivarelli     | Rotax     | DNQ      |      |
| DNQ  | Heinz Litz            | Honda     | DNQ      |      |
| DNQ  | Roberto Dova          | Rotax     | DNQ      |      |
| DNQ  | Reiner Kunz           | Siku      | DNQ      |      |
| DNQ  | Stuart Edwards        | Erm       | DNQ      |      |

## Resultados 80cc
El piloto local Peter Öttl se impuso en la carrera de 80 cc disputada en su país. Los españoles Champi Herreros y Herri Torrontegui quedaron segundo y tercero. Herreros denunció que Öttl le tocó en la última vuelta y lo desestabilizó para que no pudiera ganar.
| Pos. | Piloto               | Moto               | Tiempo   | Pts. |
| ---- | -------------------- | ------------------ | -------- | ---- |
| 1    | Peter Öttl           | Krauser            | 28.18.84 | 20   |
| 2    | Champi Herreros      | Derbi              | 28.18.97 | 17   |
| 3    | Herri Torrontegui    | Krauser            | 28.19.52 | 15   |
| 4    | Antonio Sánchez      | JJ Cobas           | 28.59.23 | 13   |
| 5    | Stefan Dörflinger    | Krauser            | 29.00.69 | 11   |
| 6    | Jaime Mariano        | Casal              | 29.05.72 | 10   |
| 7    | Ralf Waldmann        | Seel               | 29.05.92 | 9    |
| 8    | Stefan Kurfiss       | Krauser            | 29.06.02 | 8    |
| 9    | Jörg Seel            | Seel               | 29.06.39 | 7    |
| 10   | Gabriele Gnani       | Gnani              | 29.06.50 | 6    |
| 11   | Paolo Priori         | Krauser            | 29.06.76 | 5    |
| 12   | János Szabó          | Krauser            | 29.15.32 | 4    |
| 13   | Günter Schirnhofer   | Krauser            | 29.25.65 | 3    |
| 14   | Hans Koopman         | Ziegler            | 29.30.48 | 2    |
| 15   | Stefan Brägger       | Casal              | 29.33.98 | 1    |
| 16   | Heinz Paschen        | Casal              | 29.35.24 |      |
| 17   | Janez Pintar         | Eberhardt          | 29.35.35 |      |
| 18   | Bert Smit            | Krauser            | 29.35.69 |      |
| 19   | Alojz Pavlič         | Seel               | 29.47.74 |      |
| 20   | Maik Stief           | Casal              | 29.54.39 |      |
| 21   | Bernd Völkel         | Seel               | 29.54.61 |      |
| 22   | Zdravko Matulja      | Casal              | 29.55.05 |      |
| 23   | Reiner Scheidhauer   | Seel               | 29.55.33 |      |
| 24   | Hagen Klein          | Ziegler            | 30.00.63 |      |
| 25   | José Sáez            | Krauser            | 30.01.42 |      |
| 26   | Brane Rokavec        | Seel               | 30.10.57 |      |
| 27   | Paul Bordes          | RB                 | 30.11.14 |      |
| Ret  | Reiner Koster        | Kroko              | Ret      |      |
| Ret  | Luis Álvaro          | Krauser            | Ret      |      |
| Ret  | Joaquín Gali         | Krauser            | Ret      |      |
| Ret  | Jacques Bernard      | Fantic             | Ret      |      |
| Ret  | Jos van Dongen       | Casal              | Ret      |      |
| Ret  | René Dünki           | LCR                | Ret      |      |
| Ret  | Jorge Martínez Aspar | Derbi              | Ret      |      |
| Ret  | Thomas Engl          | FRCH               | Ret      |      |
| Ret  | Chris Baert          | Bultaco            | Ret      |      |
| Ret  | Kees Besseling       | CJB                | Ret      |      |
| DNQ  | Xavier Arumi         | Krauser            | DNQ      |      |
| DNQ  | Matthias Ehinger     | Krauser            | DNQ      |      |
| DNQ  | Undine Kummer        | Krauser            | DNQ      |      |
| DNQ  | Wolfgang Engels      | Krauser            | DNQ      |      |
| DNQ  | Anton Göhly          | TGR Bartol Spezial | DNQ      |      |
| DNQ  | Peter Hauck          | Ziegler            | DNQ      |      |